# Première guerre du Péloponnèse
Première guerre du Péloponnèse
Batailles
- Tanagra
- Œnophyta
- Coronée

La première guerre du Péloponnèse a été menée approximativement entre 460 av. J.-C. et 445 av. J.-C. entre d'une part Sparte en tant que cité dirigeante de la ligue du Péloponnèse et ses autres alliés, et plus particulièrement Thèbes, d'autre part la ligue de Délos dirigée par Athènes avec le soutien d'Argos. Cette guerre a consisté en une série de guerres et batailles mineures, telles que la Deuxième guerre sacrée. Il y avait plusieurs causes à la guerre, notamment la construction des murs d'Athènes, la défection de Mégare qui quitte vers 460 av. J.-C. la ligue du Péloponnèse et la crainte ressentie par Sparte vis-à-vis de la croissance de l'empire athénien.
La guerre commença en 460 av. J.-C. et, au début, les Athéniens remportèrent les batailles, notamment navales, grâce à la supériorité de leur flotte. Ils eurent également les meilleurs résultats sur terre, jusqu'en 457 av. J.-C., lorsque les Spartiates et leurs alliés défirent l'armée athénienne à la bataille de Tanagra. Les Athéniens, cependant, contre-attaquèrent et remportèrent une victoire écrasante sur les Béotiens à la bataille d'Œnophyta. Cette victoire fut suivie par la conquête de la Béotie, mis à part Thèbes.
Athènes consolida encore sa position en faisant d'Égine un membre de la ligue de Délos et en ravageant le Péloponnèse. Les Athéniens furent défaits en 454 av. J.-C. par les Perses en Égypte, ce qui les fit entrer dans une trêve de cinq ans avec Sparte. Cependant, la guerre éclata de nouveau en 448 av. J.-C. avec le début de la Deuxième guerre sacrée. En 446 av. J.-C., les Béotiens se révoltèrent et vainquirent les Athéniens à la bataille de Coronée, regagnant ainsi leur indépendance.
La première guerre du Péloponnèse se termina par un arrangement entre Sparte et Athènes, qui fut ratifiée par la paix de Trente Ans (hiver 446-445 av. J.-C.). Selon les dispositions de ce traité de paix, les deux parties maintinrent les principaux éléments de leurs empires. Athènes conserva sa domination maritime tandis que Sparte dominait sur terre. Mégare retourna dans la ligue du Péloponnèse et Égine dut payer un tribut mais resta membre autonome de la ligue de Délos. La guerre entre les deux ligues reprit entre 431 av. J.-C. et 404 av. J.-C., Athènes étant ensuite occupée par Sparte.